# Flevopark 11-12
Flevopark 11 en 12, Amsterdam zijn een aantal gebouwtjes in het Flevopark, Amsterdam-Oost. In dat park staan zeven benummerde gebouwen, waaronder Flevopark 13, het gebouw van het voormalige gemaal.
Daar waar van het gebouw nummer 13 vrijwel alles bekend is, geldt dat niet voor de drie houten huisjes, die onder nummer 11 en 12 door het leven gaan. De huisjes staan aan de steeds breder wordende ontwateringssloot van het gemaal richting het Nieuwe Diep. De huisjes zouden vanaf 1885 bestemd zijn geweest voor tuinders en/of vissers. Ze zijn gebouwd in een landelijke stijl met chaletachtige gevels. Stadsherstel verkreeg in 2007 de gebouwtjes en restaureerde ze in 2011 op. Zij zien de gebouwtjes in 2020 als onderdeel van het in 1880/1881 gebouwde complex rondom het gemaal van architecten J.C. de Leeuw en Willem Frederik Adolph Beijerinck. 
In juni 1992 werden ze tot gemeentelijk monument verklaard.

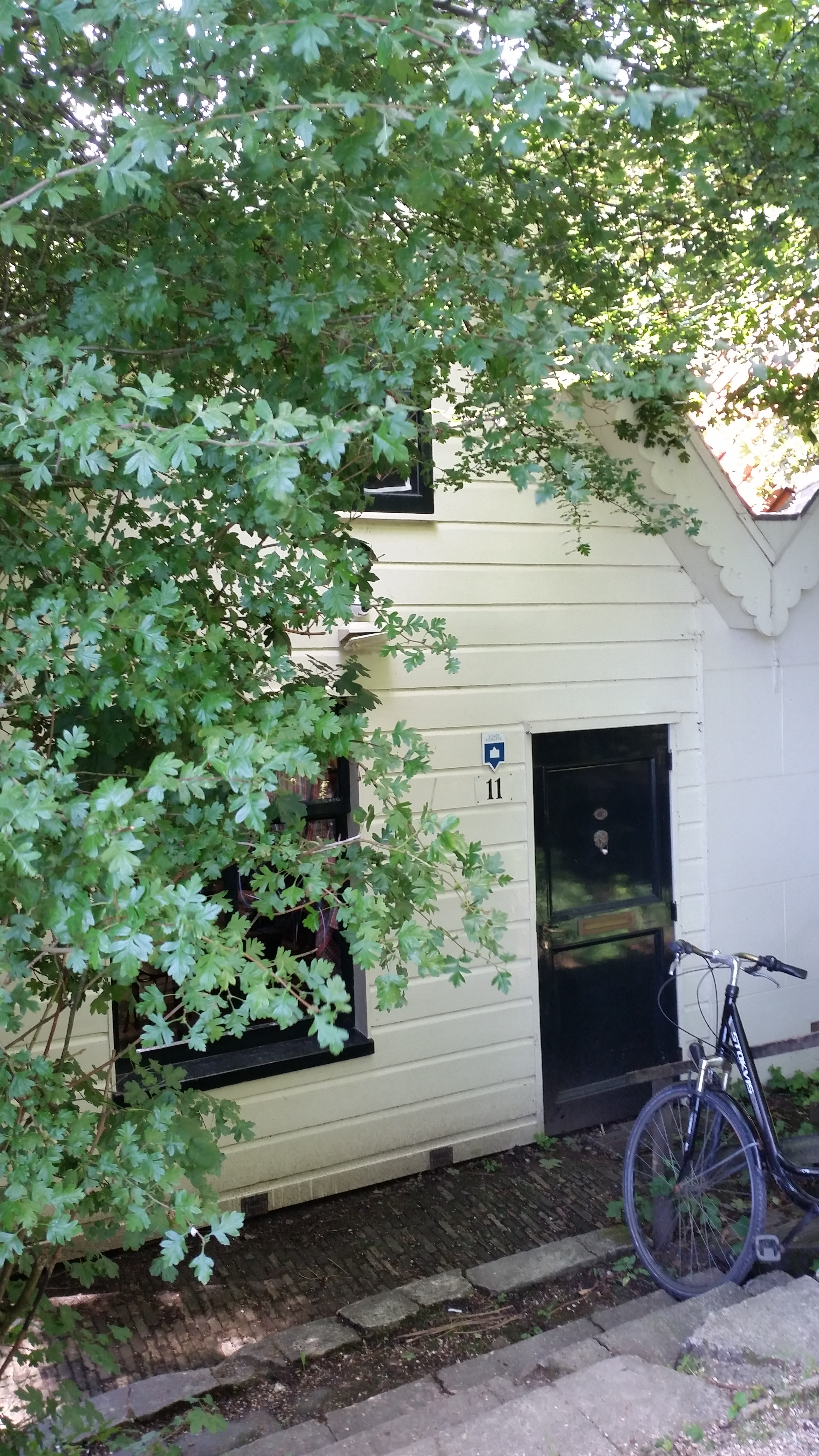
Detail van huisje 11 (juli 2020)